# نت‌بازار Chrome

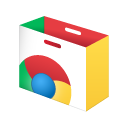
یکی از چند صد آیکیون کروم وب استور (هر چند سال یک آیکیون جدید برای کروم وب استور ساخته میشود)

نت‌بازار Chrome، کروم وب استور (به انگلیسی: Chrome Web Store) یک فروشگاه اینترنتی برنامه‌های کاربردی وب گوگل است که مخصوص گوگل کروم و گوگل اپس می‌باشد. این وبسایت در تاریخ ۱۹ مه ۲۰۱۰ توسط ویک گاندورتا، در کنفرانس گوگل آی/او معرفی و در ۶ دسامبر ۲۰۱۰ منتشر شد. این نرم‌افزار به کاربران امکان نصب و اجرای وب نرم‌افزارهای کاربردی را در گوگل کروم می‌دهد.
نرم‌افزارهای کاربردی، قالب‌های مرورگر و افزونه‌ها در این فروشگاه توسط HTML، CSS، جاوااسکریپت و گوگل اپ اسکریپت ساخته می‌شود و از کروم ۱۴ امکان استفاده از Google Native Client وجود دارد.
این فروشگاه میزبان نرم‌افزارهای کاربردی رایگان و پولی می‌باشد. برای مثال، بازی‌های گیاهان دربرابر زامبی‌ها و پرندگان خشمگین در این فروشگاه موجود است.